# 南予水産研究センター
南予水産研究センター（なんよすいさんけんきゅうセンター、通称：南水研、South Ehime Fisheries Research Center, SEFREC）は、愛媛大学の水産研究機関である。現在、愛媛県南宇和郡愛南町に西浦ステーション、船越ステーションがあり、また松山市の愛媛大学内に松山ステーションが存在している。

## 概要
愛媛県南予地区の水産による地域振興に役立つために、地元愛南町と愛媛大学の連携のもとに2008年（平成20年）4月に設立された文理融合型の研究・教育施設である。2013年（平成25年）4月には愛南町が整備した「うみらいく愛南（愛南町地域産業研究・普及センター）」に新たな「西浦ステーション」が開設された。
水圏生物の基礎的な研究をもとに、愛媛県や南予地域の自治体、水産関係団体などと連携することによって、地域振興を果たすことを目的としている。

また、愛南町中浦の尻貝地域に実験用養殖生簀を有しており、海上での実践的な養殖実験も行われている。

## 教育および研究
「生命科学」「環境科学」
「社会科学」の3つの部門に分けて研究を行っている。

現在は主に愛媛県や愛南町と連携して、完全養殖スマ（ブランド名：伊予の媛貴海）の研究・開発を行っている。その他の研究内容については、以下の通り。

### 現在の主要研究対象および内容
- 生命科学研究部門
  - スマ（伊予の媛貴海）
  - アオリイカ
  - サツキマス
- 環境科学研究部門
  - 赤潮
  - 貝毒
  - 魚病
- 社会科学研究部門
  - 「ぎょしょく教育」の内容・方法・展開について
  - 産地（生産者、企業グループなど）の6次産業化への取り組み

## 組織
組織の長はセンター長である。また、部門によって所属するステーションが異なっている。
- 環境科学部門：船越ステーション（愛媛県南宇和郡愛南町船越1289-1、座標：北緯32度56分43.3秒 東経132度30分15.4秒 / 北緯32.945361度 東経132.504278度）
- 生命科学部門：西浦ステーション（愛媛県南宇和郡愛南町内泊25-1、座標：北緯32度56分30.4秒 東経132度29分13.7秒 / 北緯32.941778度 東経132.487139度）
- 社会科学部門：松山ステーション（愛媛県松山市文京町3番、座標：北緯33度50分54.6秒 東経132度46分21.6秒 / 北緯33.848500度 東経132.772667度）